# Arnaud de Comps
Arnaud de Comps fou el quart Mestre de l'Hospital de 1162 a 1163. Algunes fons, però, diuen que va regir l'orde fins al 1167. Va succeir Auger de Balben.
Cavaller, originari del Delfinat, tenia la mateixa edat que el seu predecessor. Tot seguit que va haver pres possessió del càrrec es va dirigir cap a la frontera per tal de fer front a noves incursions del sarraïns.